# Operatie Sonnenwende (Mogilev)
Operatie Sonnenwende was anti-partizaan operatie in het achterland van het oostfront tijdens de  Tweede Wereldoorlog in de buurt van Mogilev in de toenmalige Wit-Russische Socialistische Sovjetrepubliek. De Duitsers noemde deze operatie Bandenunternehmen Sonnenwende. Het doel van de operatie was het uitschakelen van partizanengroepen om daarmee het achterland van Heeresgruppe Mitte veiliger te maken en bevoorradingslijnen te zekeren. De operatie werd uitgevoerd door de Duitse 286. Sicherungs-Division. Dit gebeurde in juni 1944, kort voor het losbarsten van het grote Sovjetoffensief Operatie Bagration.